# Isla Santa Cruz (Mexiko)
Isla Santa Cruz ist eine mexikanische Insel im Süden des Golfs von Kalifornien. Administrativ gehört sie zur Gemeinde (municipio) Loreto des Bundesstaates Baja California Sur („Süd-Niederkalifornien“).

## Geographie
Die Insel liegt 21 km östlich der Halbinsel Niederkalifornien sowie fast 100 km südöstlich von Loreto, dem Hauptort der Gemeinde. Benachbarte größere Inseln sind Santa Catalina 30 km entfernt im Norden und San José 20 km entfernt im Süden. Die nächstgelegene Insel ist jedoch die 6 km vor der Südostküste liegende und nur 0,6 km² große Isla San Diego. Santa Cruz ist 6,8 km lang, bis zu 2,8 km breit und weist eine Fläche von knapp 12,9 km² auf. Die bergige, aride und unbewohnte Insel erreicht eine Höhe von 475 m über dem Meer. Die Isla Santa Cruz gehört nicht zum 1996 gegründeten Nationalparks Bahía de Loreto, ist jedoch – mit 243 weiteren Inseln – ein Teil des 2005 ernannten UNESCO-Weltnaturerbes „Inseln und geschützte Gebiete im Golf von Kalifornien“ (spanisch Islas y áreas protegidas del Golfo de California).